# Hereroite
L'hereroite è un minerale scoperto nella miniera Kombat in Namibia. Il nome è stato attribuito in relazione al popolo Herero che vive nella regione dove è situata la miniera Kombat.

## Origine e giacitura
Il minerale si è formato come prodotto finale di un processo idrotermale su minerali sulfurei.

## Struttura cristallina
La struttura cristallina dell'hereroite è analoga a quella di altri ossicloruri stratificati di piombo. È costituita da strati doppi di O-Pb (analoghi al litargirio) alternati con strati di ione Cl-. Nei difetti dei gruppi O-Pb sono collocati tetraedri AsO4 e gruppi (Si,As,V,Mo)O4. Questa struttura combina nei cristalli cavità quadrate simili a quelle della symesite ed a doppio quadrato simili a quelle della kombatite.